# Bonne-Espérance
Bonne-Espérance es un municipio canadiense situado en la provincia de Quebec.

## Superficie
Bonne-Espérance tiene una superficie de 622,99 km².

## Demografía
En 2021, tenía 692 habitantes, una densidad poblacional de 1,1 hab./km², y 318 viviendas.